# Vernols
Vernols är en kommun i departementet Cantal i regionen Auvergne-Rhône-Alpes i mitten av Frankrike. Kommunen ligger  i kantonen Allanche som ligger i arrondissementet Saint-Flour. År 2022 hade Vernols 59 invånare.

## Befolkningsutveckling
Antalet invånare i kommunen Vernols
Referens:INSEE